# Fulco V van Anjou
Fulco V de Jonge ook wel Fulco I van Jeruzalem (ca. 1091 – Jeruzalem, 12 november 1143) was een zoon van graaf Fulco IV van Anjou en Bertrada van Montfort. Hij was graaf van Anjou van 1109 tot 1129 en koning van Jeruzalem van 1131 tot 1143, via zijn tweede huwelijk, met Melisende van Edessa. Hij trad daarom af als graaf van Anjou.

## Graaf van Anjou
Fulco werd opgevoed aan het hof van koning Filips I van Frankrijk, de tweede echtgenoot van zijn moeder. In 1106 sneuvelde zijn halfbroer Godfried tijdens een opstand tegen hun vader. Fulco werd daardoor de erfgenaam van Anjou. In 1109 overleed zijn vader en werd Fulco graaf van Anjou. In hetzelfde jaar trouwde hij met Ermengarde van Maine (die eerst met Godfried was verloofd), wat hem de controle gaf over het naburige graafschap Maine. Fulco was een vreedzaam en bemind landsheer die zich erop richtte om zijn gezag binnen zijn graafschappen te versterken. Hij onderwierp over de jaren stelselmatig zijn opstandige vazallen en perkte de macht van de steden in. Fulco was een tegenstander van Hendrik I van Engeland, de hertog van Normandië, en steunde koning Lodewijk VI van Frankrijk. Fulco gaf actieve steun aan de opstanden van Willem Clito tegen Hendrik. In reactie daarop viel Hendrik in 1112 Maine binnen maar Fulco kon deze aanval afslaan. Fulco steunde Lodewijk tegen Theobald IV van Blois. In 1119 liet Fulco zijn dochter trouwen met William Adelin, de erfgenaam van Hendrik. Een echt bondgenootschap tussen Hendrik en Fulco kwam niet tot stand omdat William snel overleed.
In 1120 bezocht Fulco het Heilige Land. Hij ontwikkelde daar een sterke band met de Tempeliers. Na zijn terugkomst in Frankrijk werd Fulco een belangrijke begunstiger van deze orde. In 1123 trouwde hij zijn dochter Sybille met Willem Clito maar dat huwelijk werd snel door de paus ongeldig verklaard. In 1127 kon hij zijn zoon Godfried laten trouwen met Mathilde van Engeland, dochter van Hendrik en weduwe van keizer Hendrik V. Hierdoor werd Fulco een bondgenoot van Hendrik.

## Koning van Jeruzalem

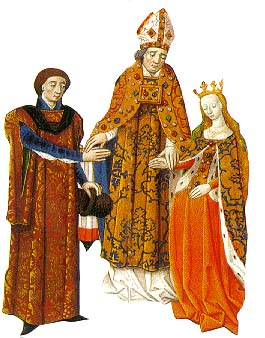
Huwelijksvoltrekking tussen Fulco en Melisende

Boudewijn II van Jeruzalem had geen mannelijke troonopvolgers en had zijn dochter Melisende aangewezen als erfgename. Boudewijn wilde haar laten trouwen met een ervaren bestuurder en legeraanvoerder, met goede contacten in Europa. Fulco bezat die kwaliteiten en was ook nog eens een weduwnaar. Hij wilde wel toestemmen, maar wel onder zijn voorwaarden: hij wilde gelijkwaardig koning zijn met Melisende en eiste Akko en Tyrus als zijn persoonlijk bezit. Boudewijn stemde daarin toe. Fulco stond zijn zetel van graaf van Anjou af aan zijn zoon Godfried en vertrok voorgoed naar Jeruzalem, waar hij op 2 juni 1129 trouwde met Melisende. Datzelfde jaar nam hij deel aan een expeditie naar Damascus die door zware regenval was gedwongen om zonder strijd terug te keren.
In 1131 moest hij optreden tegen zijn schoonzuster Alice van Antiochië, die weduwe was geworden van Bohemund II van Antiochië. Zij wilde uit eigen naam het vorstendom besturen en niet als regentes voor haar dochter. Ze sloot een verbond met Pons van Tripoli en Jocelin II van Edessa en zocht zelfs steun bij Zengi, de moslim krijgsheer in Aleppo. In 1132 trok Fulco naar het noorden. Na korte gevechten met de troepen van Pons, onderwierp hij Antiochië. Alice werd verbannen en Fulco werd regent van Antiochië.
In Jeruzalem was inmiddels een openlijke partijstrijd ontstaan tussen Fulco en Melisende. Beiden zagen zichzelf als de eigenlijke "koning" en probeerden de eigen positie te versterken ten koste van de ander. Fulco benoemde zijn vertrouwelingen uit Anjou op belangrijke posities. De eerste generatie kruisvaarders en hun kinderen kozen daarom partij voor Melisende. Een van de prominenten uit het kamp van Melisende was Hugo van Le Puiset. Fulco beschuldigde hem in 1134 van verraad en overspel met Melisende. Hugo verschanste zich daarop in Jaffa en wist met hulp van de emir van Ashkelon een leger van Fulco te verslaan. Na bemiddeling door de patriarch van Jeruzalem verzoenden Hugo en Fulco zich. Maar toen in 1136 Hugo het doelwit was van een mislukte moordaanslag, werd Fulco daarvoor verantwoordelijk gehouden. Die bleef echter volhouden niet de opdracht tot de aanslag te hebben gegeven. De opinie aan het hof was nu echt tegen Fulco en de partij van Melisende greep de macht. Fulco en Melisende verzoenden zich politiek en persoonlijk met elkaar, en kregen als gevolg daarvan enige tijd later ook een tweede zoon.

## Grensbeveiliging
Jeruzalems noordelijke grens baarde grote zorgen. Fulco was tot regent van het vorstendom Antiochië benoemd door Boudewijn II. Als regent had hij het huwelijk tussen Constance I van Antiochië en Raymond van Poitiers gearrangeerd. Constance was een dochter van Bohemund II van Antiochië en diens vrouw Alice. De grootste zorg was echter de snelle opmars van de Zengi-dynastie uit Mosoel, die een bedreiging vormde voor de christenstaten.
In 1137 werd Fulco verslagen tijdens de slag bij Barin, maar hij sloot al snel een verbond met Mu'in ad-Din Unur, de vizier van Damascus, die ook dreiging ondervond van de Zengiden. Fulco veroverde het fort van Banias, waardoor de noordelijke grens aan het meer van Tiberias veilig was.
Fulco versterkte ook het koninkrijk aan de zuidelijke grens. Zijn persoonlijke bode Paganus bouwde het kasteel Kerak langs een route die leidde naar de Rode Zee. Fulco had de leiding over de bouw van Blanche-Garde, Ibelin en andere (burcht)versterkingen, gebouwd in het zuidwesten van het rijk om de Fatimiden van Egypte in de gaten te houden en hun macht in te perken. Zij gebruikten Ascalon om overvallen uit te voeren op het koninkrijk.
In 1137 en 1142 arriveerde de Byzantijnse keizer Johannes II Komnenos in Syrië in een poging om Byzantijnse controle over de kruisvaardersstaten te verkrijgen. Johannes' aankomst werd echter verhinderd door Fulco, omdat deze nooit een uitnodiging had gekregen om de keizer te ontmoeten in Jeruzalem.

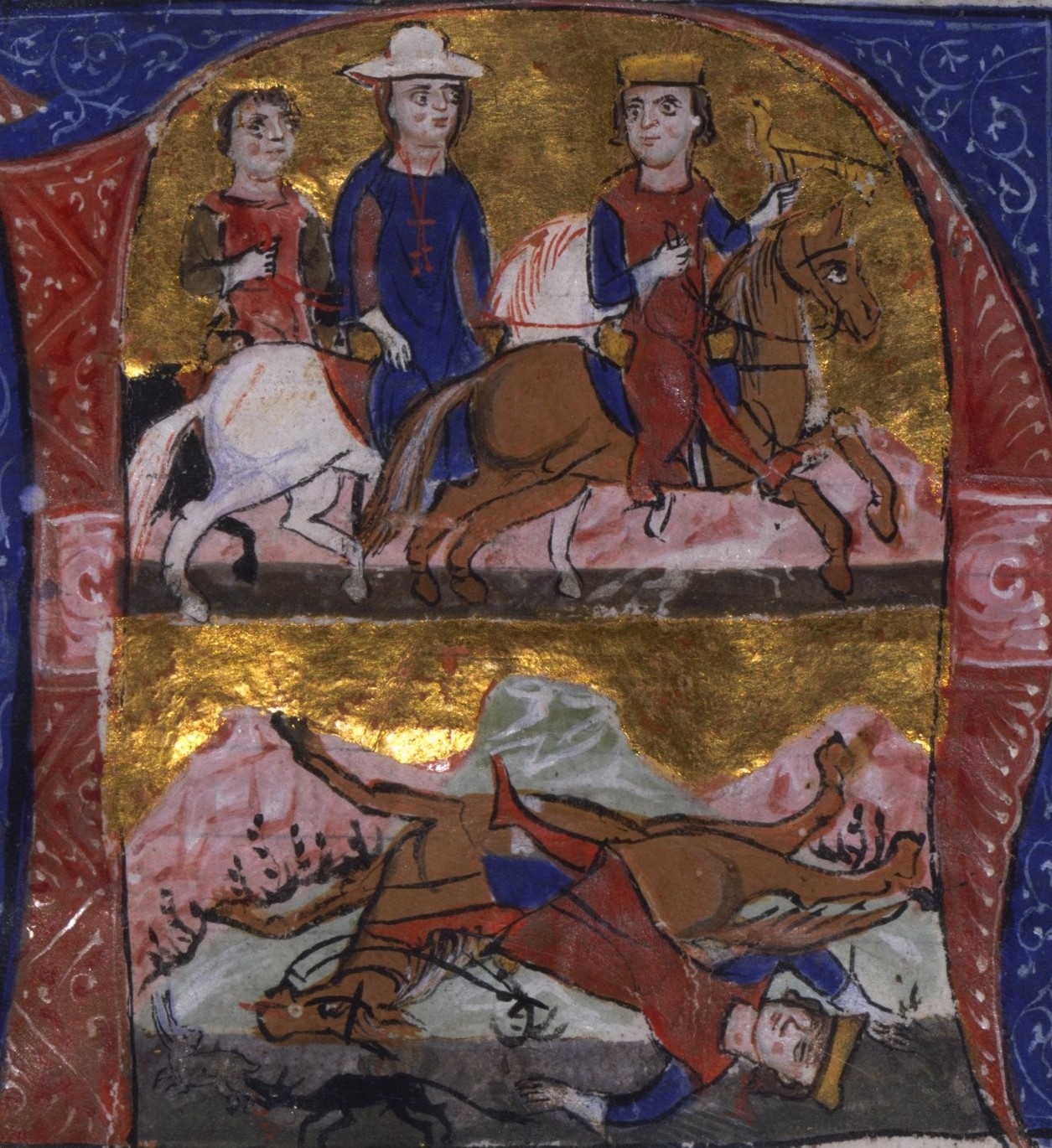
Jachtpartij en val van Fulco. Een miniatuur in een 13e-eeuws manuscript

## Dood
In 1143, toen de koning en koningin in Akko waren, kwam Fulco om het leven tijdens een jachtpartij. Zijn paard struikelde waarop Fulco viel en zijn hoofd verdrukt werd door het lijf van het paard. Hij werd teruggebracht naar Akko waar hij bewusteloos bleef en na drie dagen dood verklaard werd. Hij werd begraven in de Heilige grafkerk te Jeruzalem. Omdat hun huwelijk met een conflict startte, toonde Melisende zowel in privé als publiekelijk haar verdriet. Fulco werd overleefd door zijn zoons Godfried V van Anjou, van zijn eerste vrouw, en Boudewijn III en Amalrik I.
De geschiedschrijver Willem van Tyrus beschreef Fulco als volgt: 'een man die roodblond was als Koning David, trouw, zachtaardig en vriendelijk, een ervaren krijgsheer met veel geduld en wijsheid in militaire zaken'.
Fulco was een briljant bestuurder. Zijn bestuurlijke hervormingen in Anjou, op het gebied van administratie en financiële huishouding, werden het voorbeeld voor alle feodale heren in West-Europa. Hij was een goede leider en militair maar stond erom bekend dat hij geen gezichten of namen kon onthouden. Hij was echter niet de sterke koning die de kruisvaarders nodig hadden om de kruisvaardersstaten politiek en militair structureel te versterken. Het jaar na zijn dood hadden de kruisvaarders hun eerste tegenslag en viel Edessa.

## Huwelijken en kinderen
Fulco was in zijn eerste huwelijk getrouwd met Ermengarde van Maine (Eremburga), bij wie hij de volgende kinderen kreeg:
- Mathilde (ca. 1110 - abdij van Fontevraud, 1154), trouwde (Lisieux, juni 1119) met William Adelin. Willem verdronk bij het vergaan van het White Ship en Alice werd na verloop van tijd non en later abdis (1150) te Fontevraud.
- Sybille van Anjou (1105-1167), die huwde in 1123 met hertog Willem III van Normandië en later in 1239 graaf van Vlaanderen Diederik van de Elzas
- Godfried V van Anjou
- Eli II van Maine.

Uit het huwelijk met Melisende kreeg hij twee zonen, die later allebei koning van Jeruzalem zouden worden:
- Boudewijn III
- Almarik I.

Mogelijk was abt Hendrik van Fécamp (1136-1164) een onechte zoon van Fulco.

## Voorouders
| Voorouders van Fulco V van Anjou (1091-1143) | Voorouders van Fulco V van Anjou (1091-1143)                            | Voorouders van Fulco V van Anjou (1091-1143)                            | Voorouders van Fulco V van Anjou (1091-1143)                            | Voorouders van Fulco V van Anjou (1091-1143)                            | Voorouders van Fulco V van Anjou (1091-1143)                       | Voorouders van Fulco V van Anjou (1091-1143)                       | Voorouders van Fulco V van Anjou (1091-1143)                       | Voorouders van Fulco V van Anjou (1091-1143)                       |
| -------------------------------------------- | ----------------------------------------------------------------------- | ----------------------------------------------------------------------- | ----------------------------------------------------------------------- | ----------------------------------------------------------------------- | ------------------------------------------------------------------ | ------------------------------------------------------------------ | ------------------------------------------------------------------ | ------------------------------------------------------------------ |
| Overgrootouders                              | Hugo van Perche (-) ∞ Beatrix van Mâcon (-)                             | Hugo van Perche (-) ∞ Beatrix van Mâcon (-)                             | Fulco III van Anjou (972-1040) ∞ Hildegarde van Anjou (-1046)           | Fulco III van Anjou (972-1040) ∞ Hildegarde van Anjou (-1046)           | Amaury I van Montfort (ca.990-1052) ∞ Bertrada van Gometz (-)      | Amaury I van Montfort (ca.990-1052) ∞ Bertrada van Gometz (-)      | Richard van Évreux (1005-1067) ∞ Godehildis (-)                    | Richard van Évreux (1005-1067) ∞ Godehildis (-)                    |
| Grootouders                                  | Godfried II van Gâtinais (1028-1044) ∞ Ermengarde van Anjou (1018-1076) | Godfried II van Gâtinais (1028-1044) ∞ Ermengarde van Anjou (1018-1076) | Godfried II van Gâtinais (1028-1044) ∞ Ermengarde van Anjou (1018-1076) | Godfried II van Gâtinais (1028-1044) ∞ Ermengarde van Anjou (1018-1076) | Simon I van Montfort (1025-1087) ∞ Agnes van Évreux (-)            | Simon I van Montfort (1025-1087) ∞ Agnes van Évreux (-)            | Simon I van Montfort (1025-1087) ∞ Agnes van Évreux (-)            | Simon I van Montfort (1025-1087) ∞ Agnes van Évreux (-)            |
| Ouders                                       | Fulco IV van Anjou (1043-1109) ∞ Bertrada van Montfort (1070-1117)      | Fulco IV van Anjou (1043-1109) ∞ Bertrada van Montfort (1070-1117)      | Fulco IV van Anjou (1043-1109) ∞ Bertrada van Montfort (1070-1117)      | Fulco IV van Anjou (1043-1109) ∞ Bertrada van Montfort (1070-1117)      | Fulco IV van Anjou (1043-1109) ∞ Bertrada van Montfort (1070-1117) | Fulco IV van Anjou (1043-1109) ∞ Bertrada van Montfort (1070-1117) | Fulco IV van Anjou (1043-1109) ∞ Bertrada van Montfort (1070-1117) | Fulco IV van Anjou (1043-1109) ∞ Bertrada van Montfort (1070-1117) |